# Gymnelia stretchi
Gymnelia stretchi är en fjärilsart som beskrevs av Butler 1876. Gymnelia stretchi ingår i släktet Gymnelia och familjen björnspinnare. Inga underarter finns listade i Catalogue of Life.